# Zasłużony Mistrz Sportu
Zasłużony Mistrz Sportu – najwyższy honorowy tytuł sportowy w tzw. krajach demokracji ludowej, obecnie wciąż istniejący w Rosji i kilku innych republikach poradzieckich. 
Tytuł „Zasłużony Mistrz Sportu” wprowadzony został w ZSRR w 1934 (od 1983 nazwa oficjalna – „Zasłużony Mistrz Sportu ZSRR”). 
Wyróżnienie to istniało też w innych krajach, np.: PRL i III RP (1950–1996), Ludowa Republika Bułgarii, Niemiecka Republika Demokratyczna (do 1990), Rumunia, Czechosłowacja (do 1991). 
Po rozpadzie ZSRR: Rosja (od 1992), Ukraina (od 1993), Białoruś (od 1994), Kazachstan, Uzbekistan, Kirgistan (od 2005), Tadżykistan.

## Galeria odznak w różnych krajach

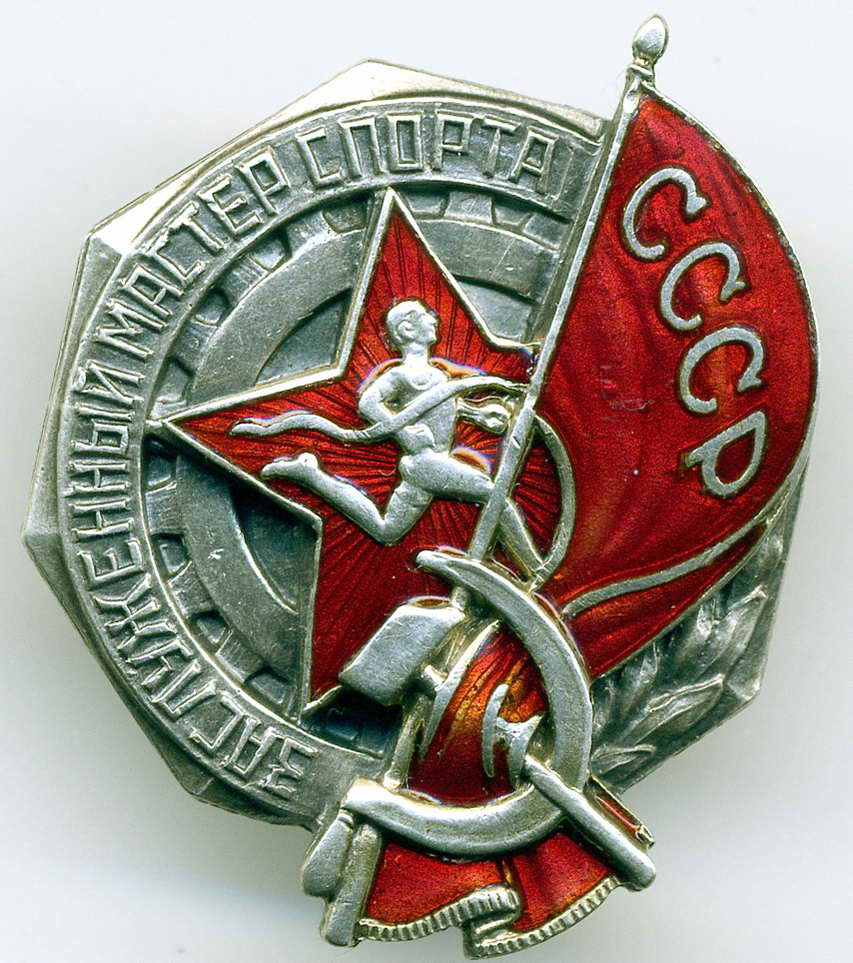
Odznaczenie radzieckie
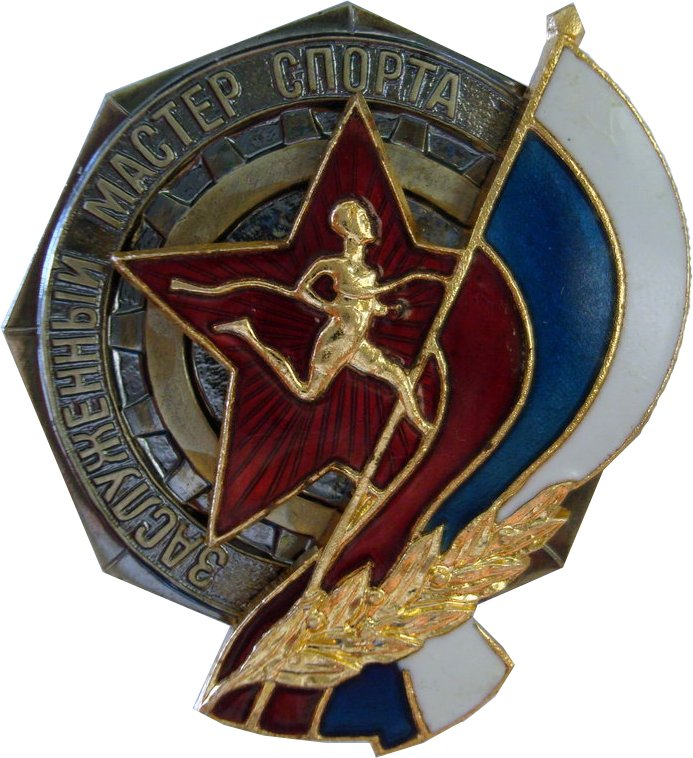
Odznaczenie rosyjskie do 2007 roku
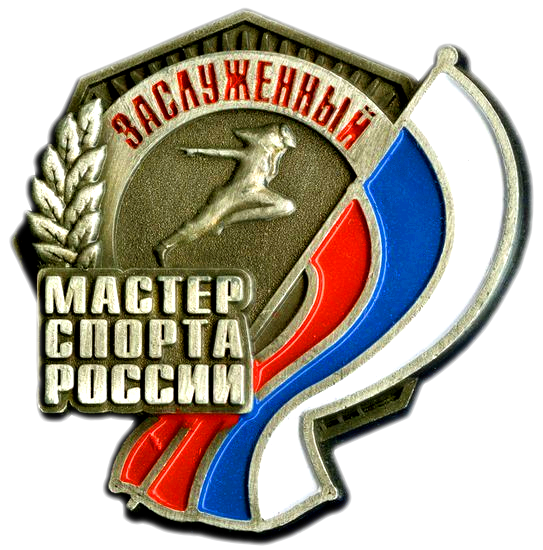
Odznaczenie rosyjskie od 2007 roku
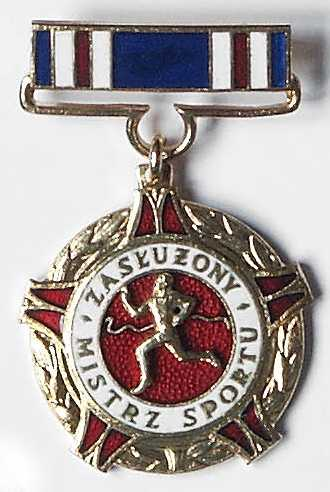
Odznaczenie polskie
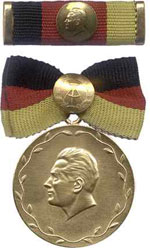
Odznaczenie NRD
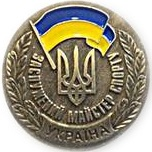
Odznaczenie ukraińskie
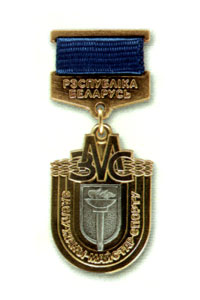
Odznaczenie białoruskie
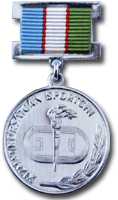
Odznaczenie uzbeckie